# Patu digua
Patu digua is een spinnensoort uit de familie Symphytognathidae. De soort komt voor in Colombia. Het is de kleinste beschreven spin ter wereld, de mannetjes bereiken een lichaamslengte van 0,37 mm. Er zijn echter meerdere spinnen met vergelijkbare omvang waarvan alleen het vrouwtje bekend is. En aangezien de meeste mannetjes kleiner zijn dan de vrouwtjes, bestaat er nog steeds twijfel.